# Cambridge (Village, New York)
Cambridge ist ein Village im Washington County in New York, Vereinigte Staaten. Beim United States Census 2010 zählte die Ortschaft 1870 Einwohner. Das Village of Cambridge liegt teilweise innerhalb der gleichnamigen Town und teilweise in der Town of White Creek und gehört zur Glens Falls Metropolitan Statistical Area.

## Geographie
Nach den Angaben des United States Census Bureau hat das Village eine Fläche von 4,3 km², alles davon entfällt auf Land. Abgesehen von der Lage in den beiden Towns Cambridge und White Creek grenzt das Village auch an die Town of Jackson. Cambridge liegt an der Kreuzung von New York State Route 22 (Park Street), New York State Route 313 (Maple Avenue/Grant Street) und New York State Route 372 (Main Street).
Die Ortschaft liegt in der flachen Umgebung des Owl Kills, einem rechten Nebenfluss des Hoosick Rivers.

## Geschichte
Die Siedlung ist nach der Stadt Cambridge in England benannt. Ursprünglich gehörte das Gebiet zum Albany County, es wurde jedoch 1791 dem Washington County angegliedert. Die Besiedlung Cambridges geht auf die 1760er Jahre zurück und beginnt nach dem Ende des Franzosen- und Indianerkrieges, als die vormals umstrittene Grenzregion sicherer wurde. Nach dem Amerikanischen Unabhängigkeitskrieg setzte ein Bevölkerungswachstum ein, das begünstigt wurde, als 1825 der Champlain Canal gebaut wurde. Diese erleichterte den Transport von Flachs und Wolle, die in dem flachen Gebiet erzeugt wurden, jedoch mangels Wasserkraft nicht weiterverarbeitet werden konnten.
Die Eisenbahn erreichte Cambridge erstmals 1852, als die Troy and Rutland Railroad gebaut wurde. Ein Bahnhof wurde im damaligen Weiler North White Creek errichtet. Der Bau der Eisenbahn begünstigte die industrielle Entwicklung. 1866 schlossen sich die drei Ortschaften Cambridge, Dorr Corners und North White Creek zusammen und inkorporierten sich zum Village of Cambridge. 1879 wurde die Rice Seed Company gegründet, die sich um das Jahr 1900 mit rund 200 Beschäftigten zum größten Arbeitgeber im Village entwickelt hatte.
An diese Vergangenheit erinnern eine Reihe von Bauten im Cambridge Historic District, der in das National Register of Historic Places aufgenommen wurde. Zu diesen Bauten gehören der Firmenkomplex der Rice Seed Company und ein Theater aus dem Jahr 1878 im viktorianischen Stil.

## Demographie
Zum Zeitpunkt des United States Census 2000 bewohnten Cambridge 1925 Personen. Die Bevölkerungsdichte betrug 445,1 Personen pro km². Es gab 840 Wohneinheiten, durchschnittlich 194,2 pro km². Die Bevölkerung Cambridges bestand zu 98,13 % aus Weißen, 0,52 % Schwarzen oder African American, 0,10 % Native American, 0,31 % Asian, 0 % Pacific Islander, 0,26 % gaben an, anderen Rassen anzugehören und 0,68 % nannten zwei oder mehr Rassen. 1,45 % der Bevölkerung erklärten, Hispanos oder Latinos jeglicher Rasse zu sein.
Die Bewohner Cambridges verteilten sich auf 755 Haushalte, von denen in 32,3 % Kinder unter 18 Jahren lebten. 47,8 % der Haushalte stellten Verheiratete, 11,5 % hatten einen weiblichen Haushaltsvorstand ohne Ehemann und 36,8 % bildeten keine Familien. 32,8 % der Haushalte bestanden aus Einzelpersonen und in 17,0 % aller Haushalte lebte jemand im Alter von 65 Jahren oder mehr alleine. Die durchschnittliche Haushaltsgröße betrug 2,36 und die durchschnittliche Familiengröße 2,97 Personen.
Die Bevölkerung verteilte sich auf 25,7 % Minderjährige, 7,1 % 18–24-Jährige, 24,5 % 25–44-Jährige, 23,0 % 45–64-Jährige und 19,8 % im Alter von 65 Jahren oder mehr. Das Durchschnittsalter betrug 40 Jahre. Auf jeweils 100 Frauen entfielen 81,9 Männer. Bei den über 18-Jährigen entfielen auf 100 Frauen 77,0 Männer.
Das mittlere Haushaltseinkommen in Cambridge betrug 31.164 US-Dollar und das mittlere Familieneinkommen erreichte die Höhe von 41.012 US-Dollar. Das Durchschnittseinkommen der Männer betrug 31.935 US-Dollar, gegenüber 24.453 US-Dollar bei den Frauen. Das Pro-Kopf-Einkommen belief sich auf 15.919 US-Dollar. 12,5 % der Bevölkerung und 9,4 % der Familien hatten ein Einkommen unterhalb der Armutsgrenze, davon waren 15,1 % der Minderjährigen und 8,0 % der Altersgruppe 65 Jahre und mehr betroffen.

## Söhne und Töchter der Gemeinde
- Frank Sherman Henry (1909–1989), Reiter und Olympiasieger